# Souleymane Kéita (homme politique)
Pour les articles homonymes, voir Souleymane Keita.
Souleymane Kéita est un homme politique guinéen.
Il est député guinéen de mars 2020 au 5 septembre 2021.

## Biographie
Il est député de la liste nationale du parti au pouvoir de 2020 en 2021, élu lors des élections législatives de mars 2020. Il est membre du groupe parlementaire de la majorité au cours de la IXe législature de la république de Guinée sous la présidence d'Alpha Condé,.